# 66 Chump Avenue
 (juin 2012).
Si vous disposez d'ouvrages ou d'articles de référence ou si vous connaissez des sites web de qualité traitant du thème abordé ici, merci de compléter l'article en donnant les références utiles à sa vérifiabilité et en les liant à la section « Notes et références ».
66 Chump Avenue (The Wild Bunch) est une sitcom franco-britannique en treize épisodes de 26 minutes coproduite par AB Productions, Blackbird Productions et Channel 4, diffusée à partir de novembre 1991 sur Channel 4 et en 1992 dans le Club Dorothée sur TF1. La série a été tournée en anglais, puis doublée.
Depuis le 13 octobre 2017, la série est intégralement disponible sur la chaîne Youtube Génération Club Do.

## Synopsis
Dorothée se rend à Londres pour écrire un livre sur l'Angleterre. En arrivant chez son cousin James qui a accepté de lui confier son appartement quelque temps, elle découvre une horde de chats bien décidés à ne pas quitter les lieux. Puisqu'elle ne parvient pas à les chasser, Dorothée doit accepter de partager l'appartement avec Danny Mogg, le chef de bande, sa demi-sœur Jenny Furr, son ami P.T. Panther, son père Paolo, sa belle-mère Molly et son beau père Sebastian. Avec eux, Dorothée n'est pas au bout de ses surprises car ces drôles de chats ne vont pas se gêner pour transformer l'appartement à leur guise.

## Fiche technique
- Titre anglais : The Wild Bunch
- Producteurs : Blackbird Productions / AB Productions / Channel Four
- Année de production : 1991
- Arrivée en France : 1992 (TF1)
- Nombre d'épisodes : 13 × 26 minutes

## Distribution
- Dorothée : Dorothée
- Don Austen (en) : Danny Mogg (voix : Edgar Givry)
- Steve Nallon (en) : P.T. Panther / Sebastian (voix de remplacement dans certains épisodes) (voix : Francis Lax)
- Judy Preece : Jenny Mogg (voix : Evelyne Grandjean)
- ? : Paolo / Sebastian (voix de remplacement dans certains épisodes) (voix : Roger Carel)
- ? : Molly (voix : Micheline Dax)

## Épisodes
1. Bienvenue à Londres, Dorothée
2. Maintenant nous quatre
3. Un restaurant pas comme les autres
4. Le musée des horreurs
5. Télégrammes chantés
6. Vous avez dit poison
7. Vive le camping
8. Les joies de la nature
9. Vive la télé
10. Chef-d'œuvre en péril
11. Un mariage de rêve
12. Changement de décors
13. À bientôt